# Landform

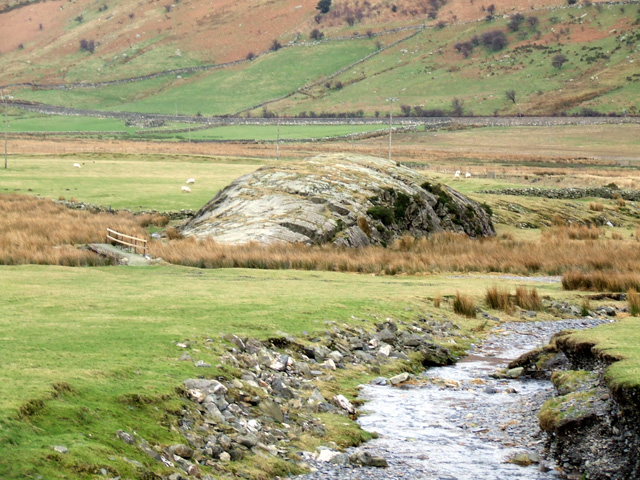
Ein vom Gletscher geschliffener Rundhöcker und ein von Flusserosion verursachter Böschungsbruch in einem Trogtal

Landformen oder Reliefformen sind eine allgemeine Bezeichnung für die Oberflächenformen des Landes. Sie bilden zusammen das Relief. Ein Berg oder ein Atoll ist eine Landform. Das Wort ist eng verwandt mit der Geländeform, eine speziellere Bezeichnung, die das Land eher nur geometrisch-abstrakt beschreibt, beispielsweise für eine Karte. Eine Landform kann auch die Geologie oder Entstehung hervorheben. Landschaftselemente dagegen sind allgemeiner zu verstehen, noch allgemeiner als Landform, sie schließen die Ökologie (Wasser, Wald) und Bebauung (Steinmauern, Häuser) mit ein und bilden zusammen die Landschaft.
Eine Landform hat eine Einheit, eine Gemeinsamkeit, die sie von der Umgebung abgrenzt. Speziellere Bezeichnungen gehen darauf ein, z. B. Landformen am fließenden Wasser (fluviale Landformen), oder eben die konkreten Landformen, wie z. B. Berg.

## Forschungsgegenstand
Die Beschreibung und Klassifikation der Landformen ist Forschungsthema der Geomorphografie (Landformenkunde). Auch der Boden und mögliche Hinweise zu seiner Entstehung (z. B. Schleifspuren eines Gletschers am Gestein) werden beschrieben. Gesteinsentstehungsinformationen kommen von der Strukturgeologie. In weiterer Folge kann das Fachgebiet der allgemeinen Geomorphologie die Entstehung der Landformen und ihre Zusammenhänge untersuchen.
Auch die Fachgebiete Kartografie, Topografie und Photogrammetrie sind an einschlägigen Forschungen beteiligt, sowie die Planetologie, die allerdings auf anderen Planeten.

## Landform nach Geometrie: Geländeform

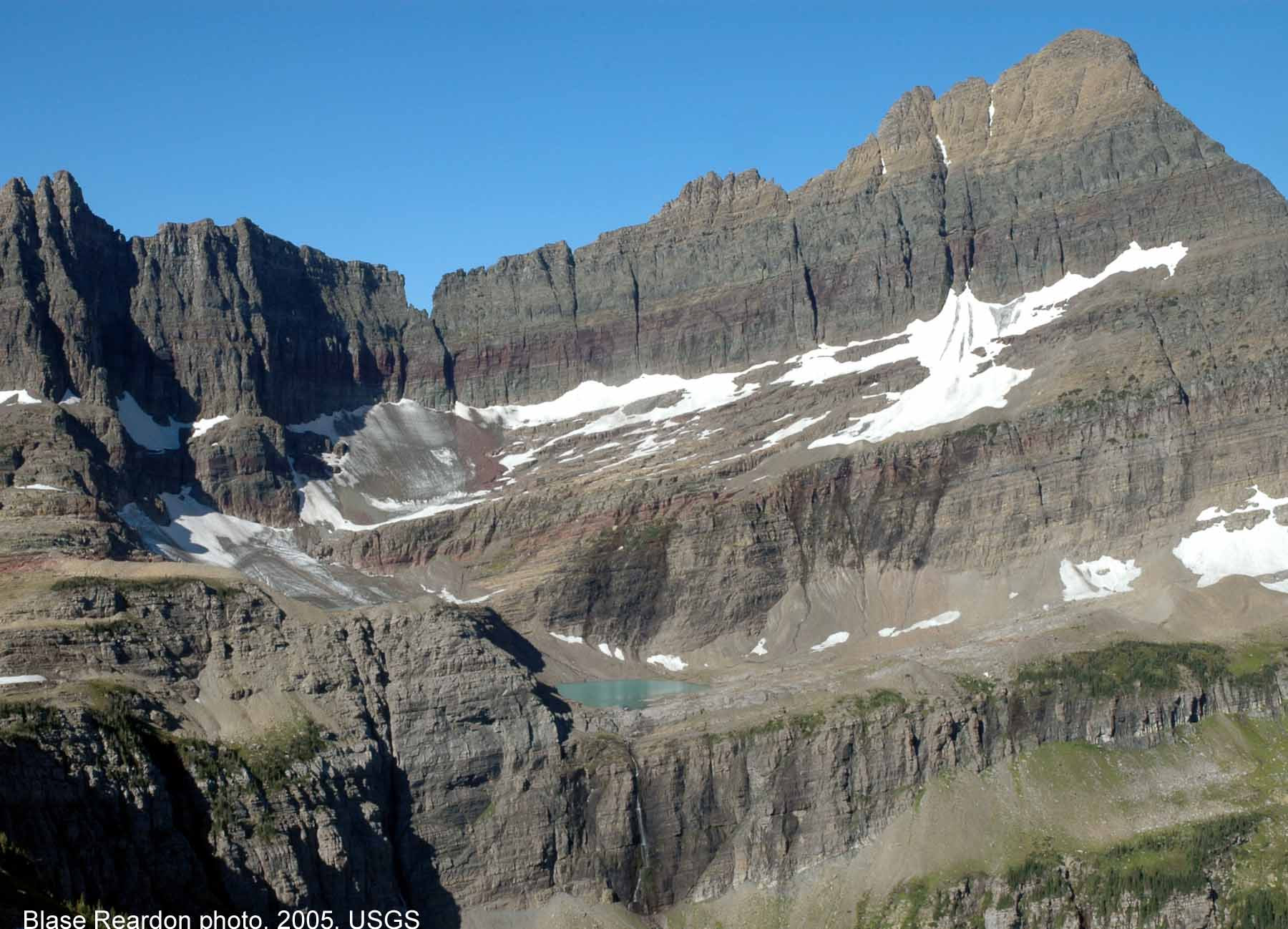
Schroffe Geländeformen

Geländeformen beschreiben hauptsächlich mit geometrischen Mitteln das Land. Diese Mittel sind etwa Form, Neigung, Himmelsrichtung (Exposition), Höhe und Ausdehnung. Geländeformen beschreiben das Land allgemein, auch ohne Besonderheiten wie Wasserkörper, Gletscher oder markanten Bewuchs. Entstehungsprozessen oder Abhängigkeiten wird dabei wenig Berücksichtigung geschenkt.

## Landform nach Entstehung und Lage
Beurteilt man ein Land nach seiner Entstehung, bilden sich möglicherweise andere zusammenhängende Gebiete als durch die Geometrie. Die Entstehung ist meist eng mit der Lage verbunden. Wasser oder Gletscher sind für durch sie geprägte Landformen zumindest ein Entstehungsfaktor. Ausnahme ist die künstliche Landform, sie hat nichts mit ihrer Lage zu tun.
Die meisten Varianten der Entstehung von Land, also der reliefbildenden Prozesse, haben typische Landformen. Sie werden deshalb auch nach den von der Geomorphologie bekannten Entstehungsprozessen eingeteilt. Nämlich grob in:

- endogene (landbildende) Entstehung, also Vulkanismus und Tektonik
- exogene (landverformende) Entstehung, also Abtragung (auch Erosion) und Sedimentation
- künstliche Entstehung
- kosmische Entstehung

Genauer (Auszug aus der Liste von Landformen):

### Vulkanogene Formen

Vulkan

Endogene Landformen, die nicht nennenswert von Abtragung betroffen sind, sind auf der Erde vulkanischen Ursprungs. Ein Vulkankegel oder eine Caldera sind vulkanogene Landformen. Tektonische Gebirgsformen dagegen, auch ursprünglich endogene Formen, sind so gut wie immer von exogenen Kräften beeinflusst.

### Gravitativ entstandene Formen
Die einfachste exogene, also abgetragene oder angelagerte, Landform ist durch Gravitation, manchmal mit Hilfe von Wasser, entstanden. Beispiele: Talus (Schutthalde), Abrissnische einer Rutschung.

### Periglaziale Formen

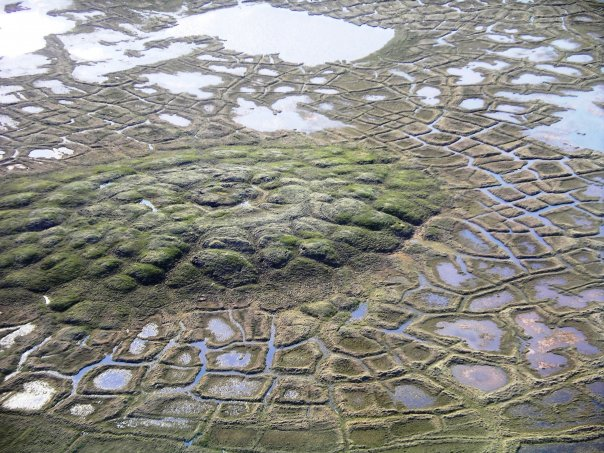
Periglaziale Kleinformen

Periglaziale Landformen sind durch Bodeneis entstanden, das saisonal auftritt oder als Permafrostboden. Beispiel: Frostmusterboden

### Glaziale Formen

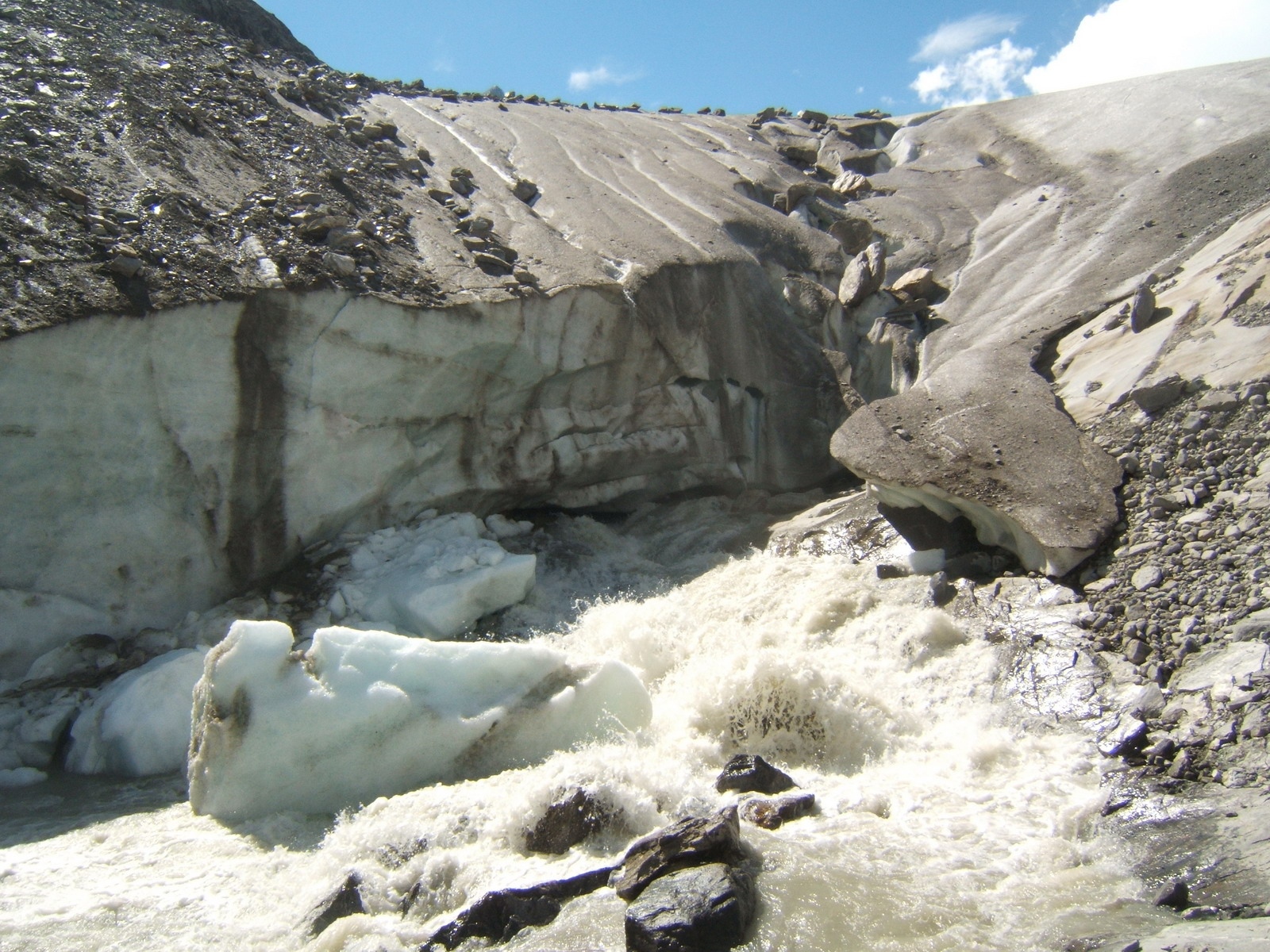
Gletschermund

Der Gletscher dominiert oder dominierte die Entstehung glazialer Landformen. Auch der Gletscher selbst und seine Formen darauf gehören zu den Landformen. Subglaziale Formen unter dem Gletscher gehören dazu, wenn der Gletscher inzwischen weg ist (z. B. Gletschermühle, Trogtal)

### Fluviale Formen

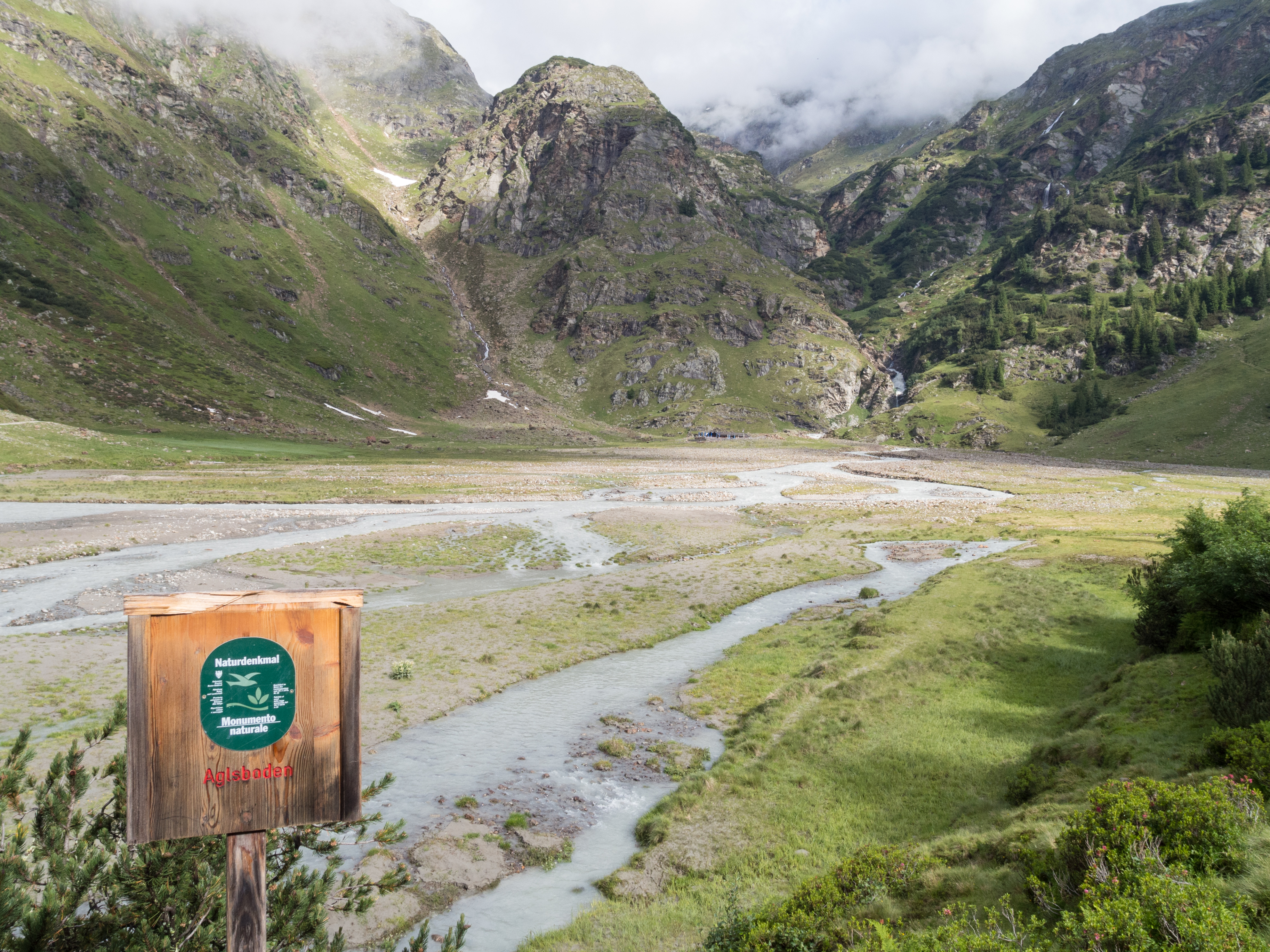
Ein Verflochtener Fluss bildet Schotterbänke

Das Wasser selbst gehört nur am Rande zu den Landformen, wohl aber seine Umgebung. Formgebender Einfluss für fluviale Landformen ist das fließende Wasser, z. B. im Kerbtal oder im Schwemmfächer. In Verbindung mit glazialer Entstehung ergeben sich fluvioglaziale Formen.

### Marine und limnische Formen

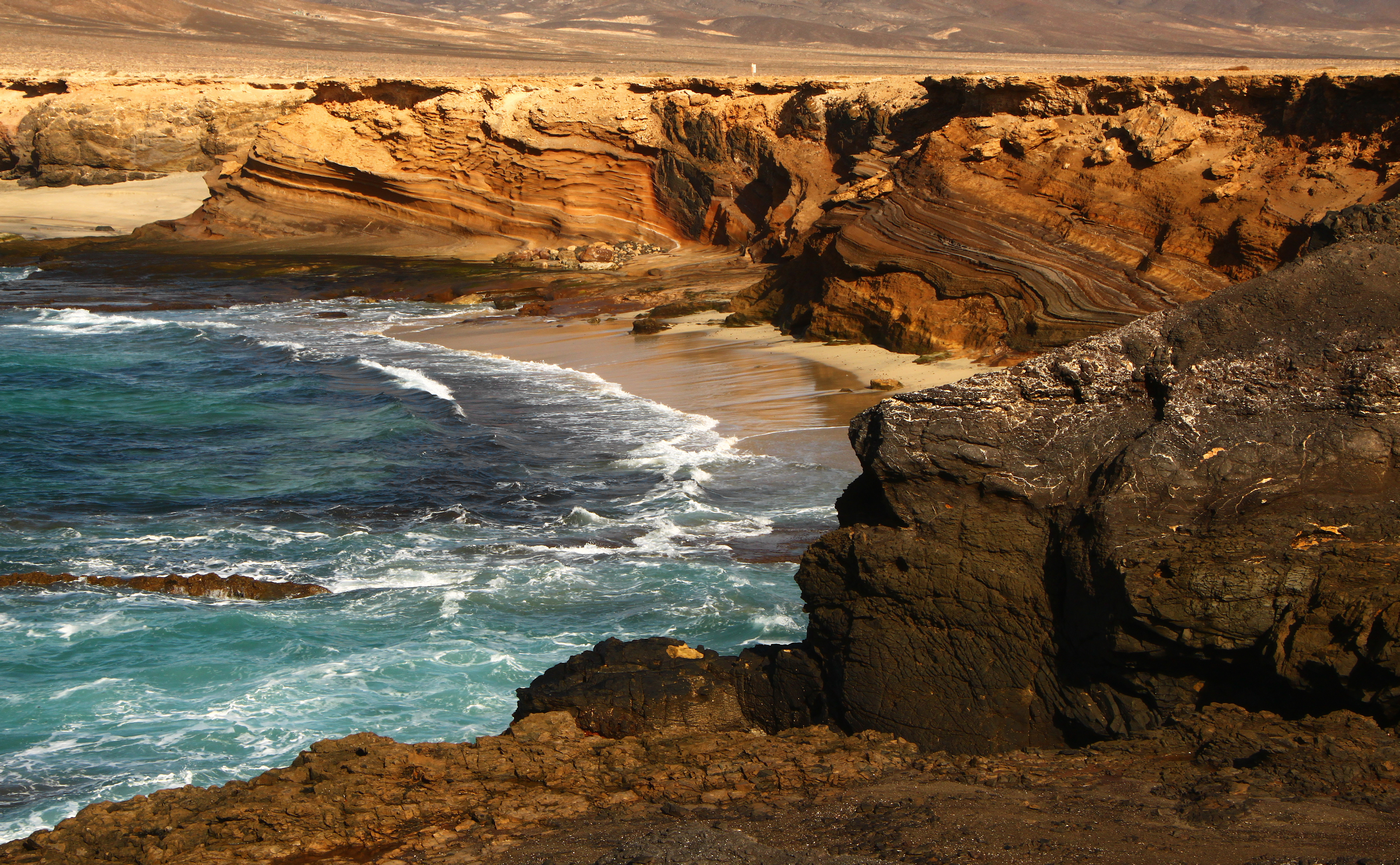
Marine Landform

Durch das Meer oder durch Seen entstandene Landformen wie Kliff, Strand, Marsch

### Äolische Formen
Durch den Wind entstandene Landformen treten vor allem in ariden Klimazonen, wie in der Wüste, auf. Z. B.: Düne, Steinpflaster

### Karstformen
Karst ist durch Karstprozesse entstanden. Sie bilden z. B. Karsthöhlen oder Dolinen, auch Gipshöhlen zählen dazu.

### Andere exogene Formen
Einige reliefbildende Prozesse bilden keine charakteristischen Landformen, z. B. Grundwasserprozesse, oder sie sind anderen Kategorien zuzuordnen, wie viele biogene Landformen, z. B. Korallenriffe. Für den Rest der exogenen Formen ist diese Gruppe. Das können durch Schnee entstandene Nivationsmulden sein, oder Wackelsteine oder Ameisenhügel. Letztere sind eigentlich schon mehr Objekte als Landformen.

### Künstliche Formen
Landformen unterschiedlichen Typs sind direkt durch menschliche Maßnahmen entstanden, etwa Steinbrüche, künstliche Hügel oder künstliche Inseln.

### Kosmogene Formen
Irdische Formen, deren Ursache ein Himmelskörper war, haben kosmogenen Ursprung, z. B. ein Meteoritenkrater. Die Landform gibt es auch bei kosmischen Objekten selbst, wo sie weit häufiger auftreten kann.

### Polygenetische Formen
Wurde eine Landform von mehreren der oben erwähnten Faktoren bzw. Prozesse gemeinsam erzeugt, so spricht man von polygenetischer Landform.

## Landform nach Ausdehnung
Landformen mit einer Ausdehnung in der Größenordnung von 100 m bis Kilometern werden der Mesoskala zugeordnet, sie gehören zum Mesorelief. Beispiele sind Berg, Tal, Hügel und dergleichen. Von der Größe darunter angeordnet ist das Mikrorelief; die Kleinformen, zum Beispiel die Böschung. Das Makrorelief schließlich bezeichnet die Zusammenfassung der größten Landformen.